# 2892 Filipenko
A 2892 Filipenko (ideiglenes jelöléssel 1983 AX2) a Naprendszer kisbolygóövében található aszteroida. Ljudmila Georgijevna Karacskina fedezte fel 1983. január 13-án.